# 利益申報
利益申報，又稱申報利益，是指個人或組織涉及不同方面的利益時，如實向其上級呈報，以避免出現利益衝突及利益輸送。在作出利益申報的同時，有關人士需要在討論涉及利益衝突的議題時避席，以示公允。